# 에베레치 에제
에베레치 올루치 에제(영어: Eberechi Oluchi Eze, 영어 발음: /əˈbɛərəˌtʃi ˈɛzə/, 1998년 6월 29일~)는 잉글랜드의 축구 선수로 포지션은  크리스털 팰리스에서 공격형 미드필더, 윙어이다. 현재 프리미어리그의 크리스털 팰리스 FC와 잉글랜드 축구 국가대표팀에서 활동하고 있다.
아스널 FC, 풀럼 FC 등 여러 구단들의 유소년팀을 거친 후 2017년 퀸스 파크 레인저스 FC에서 성인 축구 선수 경력을 시작했다. 2019-20 시즌 퀸스 파크 레인저스에서 14득점을 기록하며 2019-20 시즌 퀸스 파크 레인저스 팬들과 선수들이 선정한 올해의 선수가 되었다. 그는 2020년 1,700만 파운드(약 302억 원)의 이적료로 크리스털 팰리스 FC로 이적했다.
에제는 잉글랜드 U-20 축구 국가대표팀과 잉글랜드 U-21 축구 국가대표팀을 거친 후 2023년 잉글랜드 축구 국가대표팀에 데뷔했다. 그는 UEFA 유로 2024에 출전하는 잉글랜드 대표팀에 발탁되었고 해당 대회에서 준우승을 달성했다.
1. ↑  “Why Eze WONT be stopped by injuries and rejections”. 《유튜브》 (영어). Rising Ballers. 2022년 2월 4일. 2024년 7월 29일에 확인함.